# Puklina gelincika
Puklina gelincika är en stekelart som beskrevs av Miktat Doganlar 1993. Puklina gelincika ingår i släktet Puklina och familjen finglanssteklar.
Artens utbredningsområde är Turkiet. Inga underarter finns listade i Catalogue of Life.